# Omar Haji Saad
Omar Haji Saad (12 de outubro de 1949) é um ex-ciclista malaio. Representou seu país, Malásia, na prova de estrada (individual e por equipes) nos Jogos Olímpicos de Verão de 1972.